# Église catholique en Allemagne
Voir aussi
L'Église catholique en Allemagne (en allemand : « Katholische Kirche in Deutschland »), désigne l'organisme institutionnel et sa communauté locale ayant pour religion le catholicisme en Allemagne. ».
L'Église catholique en Allemagne est organisée en sept provinces ecclésiastiques, qui ne sont pas soumises à une juridiction nationale au sein d'une église nationale mais qui sont soumises à la juridiction universelle du pape, évêque de Rome, au sein de l'« Église universelle ».
Les sept provinces répartissent vingt-sept diocèses (sept archidiocèses métropolitains et vingt diocèses)  qui rassemblent toutes les paroisses de l'Allemagne.
En communion avec le Saint-Siège, les évêques des diocèses en Allemagne sont membres d'une instance de concertation, la Conférence épiscopale allemande.
Depuis 1918, l'Allemagne n'a plus de religions d'État ni officielles. L'article 4 de la loi fondamentale de 1949 stipule que « La liberté de professer des croyances religieuses sont inviolables » autorisant, ainsi l'Église catholique.
L'Église catholique est la communauté religieuse comptant le plus de membres en Allemagne si on excepte les sans-religions.

## Histoire
Un des plus anciens archevêchés d'Allemagne est l'archidiocèse de Cologne qui remonte à 313, date du premier évêque de Cologne, Maternus. À cette époque, la ville de Cologne est romaine et les premiers chrétiens doivent se rassembler dans les sous-sols (voir Persécution des chrétiens dans la Rome antique).
Le discours de Luther, à la diète de Worms, en 1521, instaure le schisme entre les luthériens et catholiques.
La Conférence épiscopale allemande de 1931 puis en 1932, interdirent aux catholiques d'adhérer au parti national-socialiste. En revanche, la conférence de 1933 qui se tient quelques jours après le vote de la loi des pleins pouvoirs, lève cette interdiction.
L'Église catholique en Allemagne donna le 19 avril 2005, un pape allemand à la tête de l'Église catholique. L'ancien pape, Benoît XVI, né Joseph Alois Ratzinger en 1927, est, en effet, un Bavarois.

## L'impôt sur la religion
Chaque citoyen Allemand doit, par ailleurs, déclarer sa religion au service des impôts, environ 8 % de l'impôt sur le revenu étant prélevé par l'Église à laquelle il appartient. Est dit catholique, ou protestant, toute personne étant baptisée : pour ne pas se voir prélever cette dime, il faut effectuer une sortie de l'Église (Kirchenaustritt), c'est-à-dire se faire rayer des registres de baptême, opération elle-même payante (environ 50 euros). Cette somme est d'environ 500 euros pour 40 000 euros de revenu annuel. L'État prélève cet impôt à la source mais facture aux Églises les frais de leur recouvrement.

## L'autonomie des sociétés religieuses, deuxième employeur après l'État
L'art. 140 de la loi fondamentale reprend les articles de la Constitution de Weimar relatifs aux rapports entre l'État et les cultes, dont l'article 137 qui permet « aux sociétés à caractère religieux [Religionsgesellschaft, voir Körperschaftsstatus (de)] de créer une « corporation » ou collectivité de droit public qui leur permet de prendre en charge certains domaines du service public (comme l´enseignement, l´éducation, l´aide sociale, la santé publique, etc) de manière parfaitement autonome (« selbstständig ») ». Cette autonomie est très large, puisqu'elle permet à celles-ci de ne pas appliquer la loi sur l´organisation des entreprises (« Betriebsverfassungsgesetz (de) »), celle sur les discriminations (« Allgemeines Gleichbehandlungsgesetz (de) »), le droit de syndical et de grève, tandis que les prescriptions religieuses s'appliquent strictement. Par exemple, un médecin d'une clinique catholique a pu ainsi être licencié pour cause de remariage civil, ce qui a été validé par la Cour constitutionnelle allemande en octobre 2014.
Avec 1,3 million de salariés, la Caritas et la Diaconie sont ainsi les deuxièmes plus gros employeurs après l'État.

## Organisation
- Province ecclésiastique de Bamberg
  - Archidiocèse de Bamberg
  - Diocèse d'Eichstätt
  - Diocèse de Spire
  - Diocèse de Wurtzbourg
- Province ecclésiastique de Berlin
  - Archidiocèse de Berlin
  - Diocèse de Görlitz
  - Diocèse de Dresde-Meissen
- Province ecclésiastique de Cologne
  - Archidiocèse de Cologne
  - Diocèse d'Aix-la-Chapelle
  - Diocèse d'Essen
  - Diocèse de Limburg
  - Diocèse de Münster
  - Diocèse de Trèves
- Province ecclésiastique de Fribourg-en-Brisgau
  - Archidiocèse de Fribourg-en-Brisgau
  - Diocèse de Mayence
  - Diocèse de Rottenburg-Stuttgart
- Province ecclésiastique de Hambourg
  - Archidiocèse de Hambourg
  - Diocèse de Hildesheim
  - Diocèse d'Osnabrück
- Province ecclésiastique de Munich et Freising
  - Archidiocèse de Munich et Freising
  - Diocèse d'Augsbourg
  - Diocèse de Passau
  - Diocèse de Ratisbonne
- Province ecclésiastique de Paderborn
  - Archidiocèse de Paderborn
  - Diocèse d'Erfurt
  - Diocèse de Fulda
  - Diocèse de Magdebourg
- Juridictions indépendantes :
  - Exarchat apostolique d'Allemagne et de Scandinavie des Ukrainiens (rite ukrainien)
  - Ordinariat militaire d'Allemagne

## Principaux sanctuaires et pèlerinages
- Sanctuaire Notre-Dame d'Altötting, considéré comme le « Lourdes allemand »;
- Sanctuaire brutaliste de Neviges (par l'architecte Gottfried Böhm) et son église Marie, Reine de la Paix, à Velbert, et son pèlerinage marial;
- Basilique des Quatorze-Saints;
- Chapelle mariale de Wigratzbad où se situe également un des séminaires traditionalistes de la Fraternité sacerdotale Saint-Pierre.

## Statistiques
En 2017, dans une population de 80,5 millions d'habitants, après 30 millions de sans-religions (36 %), l'Église catholique est le deuxième groupe sociologique, avec 23,6 millions catholique (29 %), avant les protestants (27 %), les orthodoxes (1,9 %) et les musulmans (4,4 %),.